# 岩本賢一
岩本 賢一（いわもと けんいち、1972年5月12日 - ）は、北海道日本ハムファイターズの球団職員。役職はチーム統轄副本部長兼国際グループ長。身長170cm。北海道旭川市出身。

## 来歴・人物
北海道旭川北高等学校時代は野球部に所属していたが、膝を痛めて挫折。アスレティックトレーナーを志して、ケンタッキー大学に留学。その後オレゴン州立大学に編入し、卒業する。ヒューストン・アストロズで期間限定のトレーナーをしていたときの統括ディレクターに誘われ、日本人高校生とマイナー契約を結んだニューヨーク・メッツに通訳として入団する。
1998年から2002年にかけて新庄剛志や小宮山悟のアメリカでの通訳を務めた。
2003年から日本ハムに所属となり、2007年にかけて監督であったトレイ・ヒルマンの通訳を務める。審判員への抗議の際にはヒルマンと一緒になって口調を荒らげるなど「感情も一緒に通訳する」スタイルも注目された。
ヒルマン監督退任後は通訳兼球団広報を経て、2017年現在はチーム統轄副本部長兼国際グループ長として活動中。2022年9月17日にヒルマンがメモリアルピッチセレモニーに臨んだ際、ヒルマンが監督時代のOB選手が集結する中、岩本も当時の再現としてヒルマンの通訳を務めた。
妻は北海道放送 (HBC) アナウンサーの森理恵で、2008年1月24日に結婚。

## 出演
テレビ番組
- 北海道スペシャル 「ファイターズに夢かける～監督通訳・岩本賢一」 （NHK 2004年9月10日）

### ラジオ番組
- 朝刊さくらい「スポーツプラス1・ファイターズ情報（金曜日）」（HBCラジオ）